# То, что ты делаешь
«То, что ты делаешь» (англ. That Thing You Do!) — американская музыкальная комедийная драма сценариста и режиссёра Тома Хэнкса, являющаяся его режиссёрским дебютом, и повествующая о взлёте и падении вымышленной группы 1960-х годов The Wonders. Главные роли в фильме исполняют Том Эверетт Скотт, Лив Тайлер, Джонатон Шек, Стив Зан, Итан Эмбри, а также сам Хэнкс.
Заглавная песня фильма, «That Thing You Do», написанная Адамом Шлезингером, была номинирована на премии «Оскар», «Золотой глобус» и «Спутник».

## Сюжет
Молодой продавец магазина бытовой техники соглашается подменить получившего травму барабанщика группы на местном конкурсе молодых талантов. Это событие обернулось космическим взлётом четырёх новых звёзд. Быстрее, чем вы успеете произнести «то, что ты делаешь», менеджер студии грамзаписи записывает музыку ребят и в одночасье делает их знаменитыми, ибо их композиция стремительно поднялась на первую строчку хит-парадов.

## Актёрский состав
- Том Эверетт Скотт — Гай Паттерсон
- Лив Тайлер — Фэй Долан
- Джонатон Шек — Джимми Мэттингли
- Стив Зан — Ленни Хейс
- Итан Эмбри — бас-гитарист
- Том Хэнкс — мистер Уайт
- Шарлиз Терон — Тина Пауэрс
- Обба Бабатунде — Ламарр
- Джованни Рибизи — Чед
- Крис Эллис — Фил Хорас
- Алекс Рокко — Сол Сайлер
- Билл Коббс — Дел Пэкстон
- Питер Сколари — Трой Честерфилд
- Рита Уилсон — Маргерит
- Крис Айзек — дядя Боб

## Принятие
Фильм получил положительные отзывы критиков. На интернет-агрегаторе Rotten Tomatoes он имеет рейтинг 93% на основе 57 рецензий. Metacritic дал фильму 71 балл из 100 возможных на основе 22 рецензий, что соответствует статусу «преимущественно положительные отзывы».